# Tore Sjöstrand
Tore Sjöstrand   (Danmarks  parish, 31 de juliol de 1921 - Växjö, 26 de gener de 2011) fou atleta suec, especialista en curses de mig fons, que va competir durant la dècada de 1940.
El 1948 va prendre part en els Jocs Olímpics d'Estiu de Londres, on guanyà la medalla d'or en la prova del 3.000 metres obstacles del programa d'atletisme, per davant dels seus compatriotes Erik Elmsäter i Göte Hagström.
En el seu palmarès també destaca una medalla de bronze en la prova dels 3.000 metres obstacles del Campionat d'Europa d'atletisme de 1946, rere Raphaël Pujazon i Erik Elmsäter, i dos campionats nacionals en obstacles, el 1947 i 1948.

## Millors marques
- 3.000 metres obstacles. 8' 59.8" (1948)[6]